# اسلامپور (جاگاناتپور)
اسلامپور (به لاتین: Islampur) یک منطقهٔ مسکونی در بنگلادش است که در Jagannathpur Upazila واقع شده‌است. اسلامپور ۱٫۱۳۵ کیلومتر مربع مساحت و ۹۹۳ نفر جمعیت دارد.